# Linia kolejowa 151 Kunszentmiklós-Tass – Dunapataj
Linia kolejowa Kunszentmiklós-Tass – Dunapataj – linia kolejowa na Węgrzech. Jest to linia jednotorowa, w całości niezelektryfikowana. Łączy stację Kunszentmiklós-Tass z Dunapataj. 

## Historia
Linia została 22 października 1902.